# Scaphytopius californiensis
Scaphytopius californiensis är en insektsart som beskrevs av Hepner 1946. Scaphytopius californiensis ingår i släktet Scaphytopius och familjen dvärgstritar. Inga underarter finns listade i Catalogue of Life.